# Dunningen

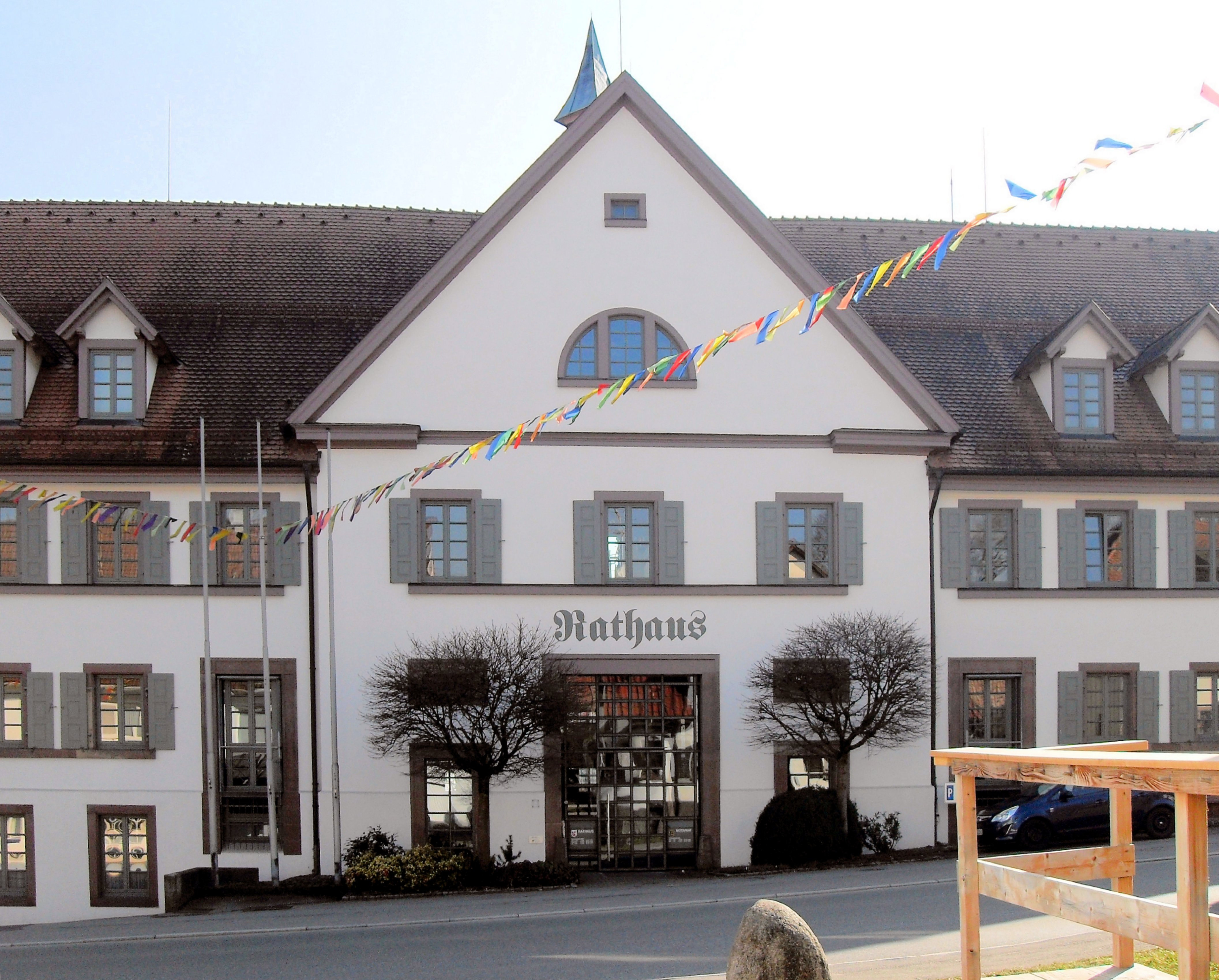
Tòa thị chính Dunningen

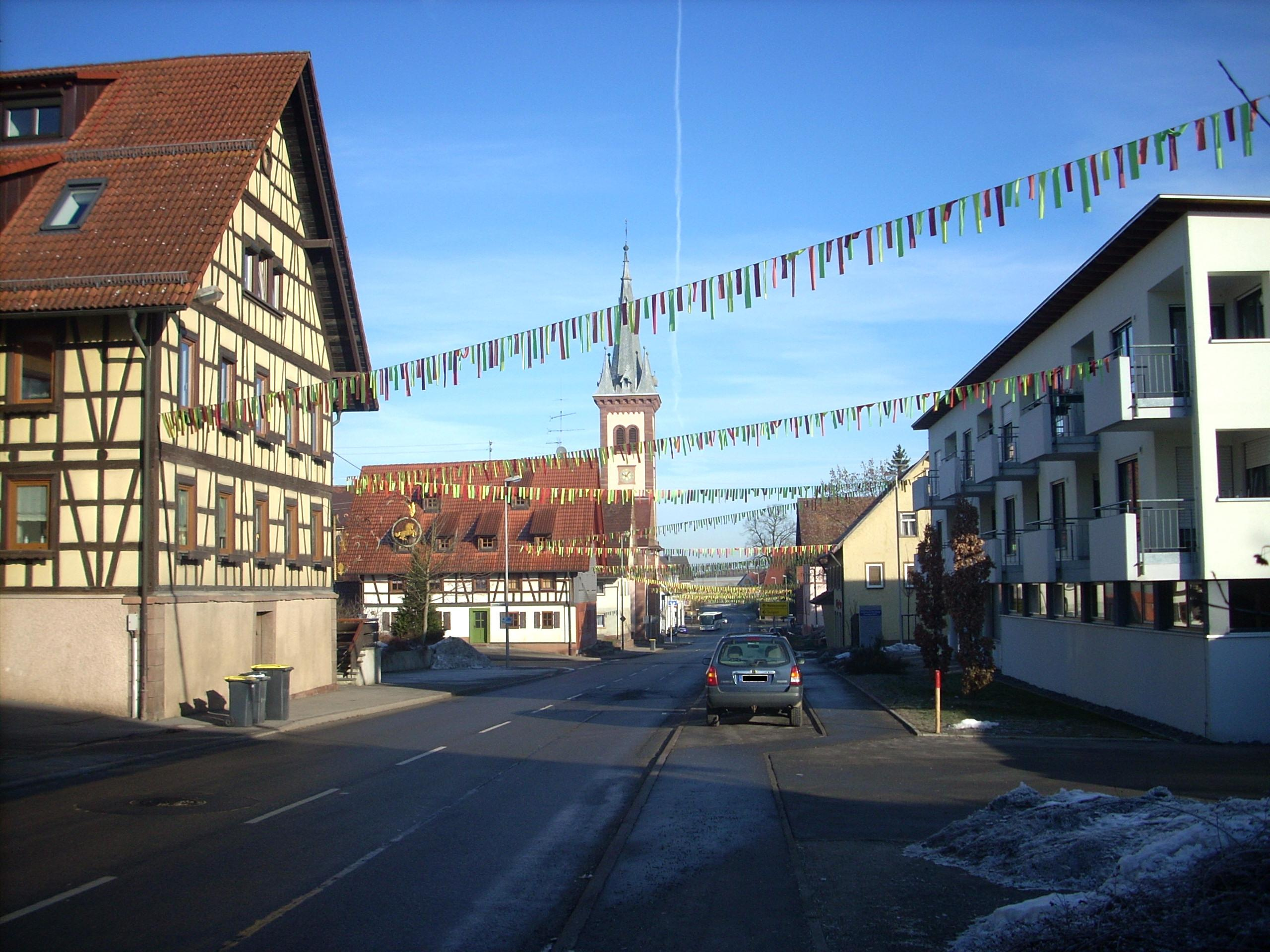
Seedorf Ortsmitte

Dunningen (Swabia: Dunninga) là một thị xã nằm ở huyện Rottweil, thuộc bang Baden-Württemberg, Đức.